# Syahrian Abimanyu
Syahrian Abimanyu (sinh ngày 25 tháng 4 năm 1999) là một cầu thủ bóng đá người Indonesia hiện đang thi đấu cho Sriwijaya FC tại Liga 1 ở vị trí tiền vệ.

## Sự nghiệp

### Câu lạc bộ
Syahrian bắt đầu sự nghiệp bóng đá cùng với SSB Jaya Mandiri Bogor. Năm 2016, anh được gửi đến Levante.

### Sriwijaya FC
Năm 2017, Sriwijaya chiêu mộ Abimanyu cho Liga I 2018.

### Quốc tế
Syahrian được triệu tập vào U-19 Indonesia thi đấu Giải vô địch bóng đá U-18 Đông Nam Á 2017.

## Thống kê sự nghiệp

### Quốc tế
Tính đến ngày 26 tháng 12 năm 2022
| Đội tuyển quốc gia | Năm  | Trận | Bàn |
| ------------------ | ---- | ---- | --- |
| Indonesia          | 2021 | 7    | 0   |
| Indonesia          | 2022 | 3    | 1   |
| Tổng               | Tổng | 10   | 1   |

### Bàn thắng quốc tế
| #  | Ngày                 | Địa điểm                                          | Đối thủ | Bàn thắng | Kết quả | Giải đấu     |
| -- | -------------------- | ------------------------------------------------- | ------- | --------- | ------- | ------------ |
| 1. | 26 tháng 12 năm 2022 | Sân vận động Kuala Lumpur, Kuala Lumpur, Malaysia | Brunei  | 1–0       | 7–0     | AFF Cup 2022 |

## Danh hiệu

### Câu lạc bộ
- Sriwijaya FC

Hạng ba giải đấu trước mùa giải, Indonesia President’s Cup 2018.
Vô địch giải đấu trước mùa giải, East Kalimantan Governor Cup 2018.

### Quốc tế
- U-19 Indonesia

Hạng ba ở Giải vô địch bóng đá U-18 Đông Nam Á 2017.